# Saurauia bifida
Saurauia bifida är en tvåhjärtbladig växtart som beskrevs av Otto Warburg. Saurauia bifida ingår i släktet Saurauia och familjen Actinidiaceae. Inga underarter finns listade i Catalogue of Life.